# Albero della Vita (Pacino di Buonaguida)

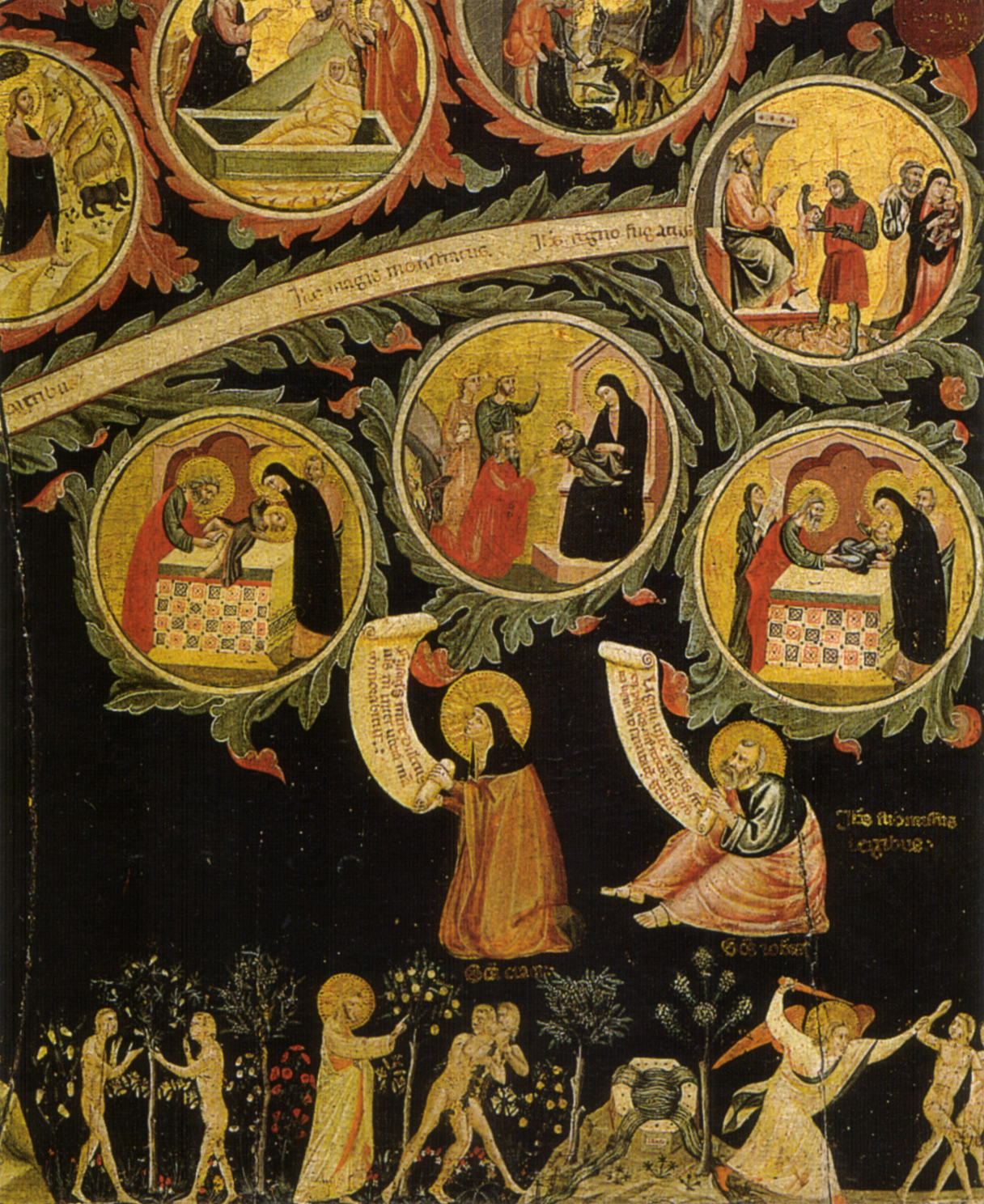
Dettaglio

L'Albero della Vita è un dipinto a tempera e oro su tavola (248x151 cm) di Pacino di Buonaguida, databile al 1305-1310 circa e conservato nella Galleria dell'Accademia a Firenze.

## Storia
L'opera, una grande tavola cuspidata, venne commissionata dalle clarisse del convento di Monticelli a Firenze e venne trasportata nella nuova sede in via de' Malcontenti in occasione del trasferimento nel 1531. Con la soppressione nel 1808, la pala finì nel patrimonio di Montedomini, dove venne riscoperta nel 1849 e immediatamente trasferita alla Galleria dell'Accademia, che a quell'epoca raccoglieva le opere d'arte di Firenze di provenienza non medicea.
La commissione delle Clarisse è testimoniata anche dalla presenza di santa Chiara d'Assisi, sotto l'Albero, e di un'altra consorella, forse Agnese sorella di Chiara e badessa nel convento di Monticelli, in uno dei tondi cristologici.
La creazione della pala, dall'argomento complesso, è da mettere in relazione con le predicazioni di fra' Ubertino da Casale nel 1305, rappresentando una delle più antiche "summe" dei più importanti trattati della corrente spirituale francescana.

### Vicende attributive
Il primo ad attribuire l'opera a Pacino fu Theodo, seguito poi da quasi tutta la critica, con le eccezioni di Berenson, che parlò di anonimo umbro-riminese, e Toesca, che la assegnò a una corrente giottesca con influssi oltremontani. Studi successivi, pur mantenendo l'attrribuzione a Pacino di Buonaguida, hanno messo in evidenza influssi riminesi o bolognesi nella vivacità della narrazione (Mario Salmi), mentre è evidente l'influsso della miniatura contemporanea, soprattutto nei medaglioni (Marcucci).
La stessa Marcucci propose la datazione al 1305-1310, in accordo con la presenza a Firenze di fra' Ubertino, confermata poi dalla maggior parte degli studiosi (Boskovits, Tartuferi, Freuler, Kanter). Smart propose il 1310-1315, mentre Spagnesi parlò addirittura della fine degli anni dieci del Trecento, ipotizzando nella parte inferiore la collaborazione del Maestro della Bibbia Trivulziana, senza però riscuotere molto seguito.

## Descrizione e stile
Il soggetto della tavola è tipicamente francescano e si ispira all'opuscolo di meditazioni del Lignum Vitae di Bonaventura da Bagnoregio, in cui l'antichissimo tema dell'Albero della vita si fondeva con la storia della croce di Cristo. Il testo infatti si divide in dodici "rami" o "frutti" e quarantotto capitoli o meditazioni, fedelmente riprodotti nel dipinto.
Al centro campeggia Cristo crocifisso, nella posizione realistica inaugurata pochi anni prima da Giotto nel Crocifisso di Santa Maria Novella, ma con una dolcezza derivata dall'esempio del Crocifisso di San Felice, con pochi accenni espressionistici come il sangue che scende lungo il tronco dell'Albero. Da ogni lato dipartono sei rami, da leggere da sinistra a destra e dal basso verso l'alto, alternatamente rossi e verdi con notazioni vegetali di stampo miniaturistico (Pacino era infatti anche un miniatore), dai quali pendono a sua volta quattro medaglioni ("frutti") con storie cristologiche, simboleggianti le virtù di Gesù, enunciate nei cartigli che corrono lungo i rami. Fa eccezione l'ultimo ramo in alto a destra, poiché il capitolo quarantotto è rappresentato nella cuspide: il paradiso.
In basso si trovano poi storie della Genesi strettamente legate al tema dell'Albero proibito, divenuto poi Albero della vita e legno della Croce. Esse sono:
- Creazione dell'uomo
- Creazione della donna
- Dio indica ai progenitori l'albero proibito
- Tentazione di Adamo
- Peccato originale
- Rimprovero di Dio
- Fonte dei quattro fiumi del Paradiso terrestre
- Cacciata dal Paradiso terrestre

Queste scene, ricche di notazioni naturalistiche che sembrano preannunciare il gusto tardogotico, sono divise a quattro a quattro, con al centro il monticello del Calvario al cui centro, entro una nicchia scura, si affaccia un francescano con un libro aperto, probabilmente san Bonaventura da Bagnoregio con il Lignum Vitae. Sopra le scene della Genesi si trovano quattro tra santi e profeti con cartigli: Mosè, Francesco d'Assisi, santa Chiara e san Giovanni Evangelista, con iscrizioni tratte rispettivamente dalla Genesi, dalle lettere ai Galati, dal Cantico dei Cantici e dall'Apocalisse.
Dalla montagnola del Golgota si diparte l'Albero della Vita, coi suoi dodici rami e quarantasette medaglioni. Essi rappresentano:
- Primo ramo
  - Incarnazione di Cristo
  - Daniele interpreta il sogno di Nabucodonosor dei quattro regni del mondo
  - Annunciazione, Visitazione
  - Natività di Gesù, Annuncio ai pastori
- Secondo ramo
  - Circoncisione di Gesù
  - Adorazione dei Re Magi
  - Presentazione di Gesù al Tempio
  - Strage degli innocenti e fuga in Egitto
- Terzo ramo
  - Battesimo di Cristo e Cristo nel deserto
  - Cristo tentato da Satana e angeli
  - Cristo ridona la vista al cieco nato e piscina probatica
  - Trasfigurazione
- Quarto ramo
  - Orazione di Cristo nell'orto di Getsemani, Cristo buon pastore
  - Resurrezione di Lazzaro
  - Entrata di Cristo in Gerusalemme
  - Lavanda dei piedi e Ultima Cena
- Quinto ramo
  - Giuda riceve il compenso
  - Orazione di Cristo nell'orto di Getsemani e Cristo sollecita i discepoli a vegliare e pregare
  - Bacio di Giuda
  - Morte di Giuda e cattura di Cristo
- Sesto ramo
  - Negazione di Pietro e Cristo davanti ad Anna
  - Cristo davanti a Caifa
  - Cristo davanti a Pilato e san Pietro
  - Flagellazione di Cristo e Cristo condannato a morte
- Settimo ramo
  - Cristo deriso e salita di Cristo al monte Calvario
  - Cristo inchiodato alla croce e soldati si contendono la tunica di Cristo
  - Crocifissione di Cristo
  - Cristo abbeverato di fiele
- Ottavo ramo
  - Morte di Cristo con la Madonna, san Giovanni evangelista e due soldati
  - Longino trafigge il fianco di Cristo con la lancia
  - Compianto sul Cristo morto, Dio Padre e due angeli mostrano la veste di Cristo macchiata di sangue
  - Cristo nel sepolcro
- Nono ramo
  - Discesa di Cristo al Limbo
  - Angelo della resurrezione e Noli me tangere
  - Cristo regge una verga fiorita e apostoli
  - Apparizione di Cristo risorto agli apostoli
- Decimo ramo
  - Ascensione di Cristo
  - Cristo seduto alla destra di Dio Padre con angeli e santi
  - Pentecoste
  - Cristo rimette i peccati agli eletti
- Undicesimo ramo
  - Resurrezione dei morti
  - Divisione degli eletti dai dannati (Giudizio Universale)
  - Caduta dei dannati
  - Incoronazione di Maria Vergine
- Dodicesimo ramo
  - Cristo circondato dalla Madonna, dagli Apostoli e da angeli
  - Cristo seduto alla destra di Dio Padre con gli apostoli
  - Cristo fons vitae

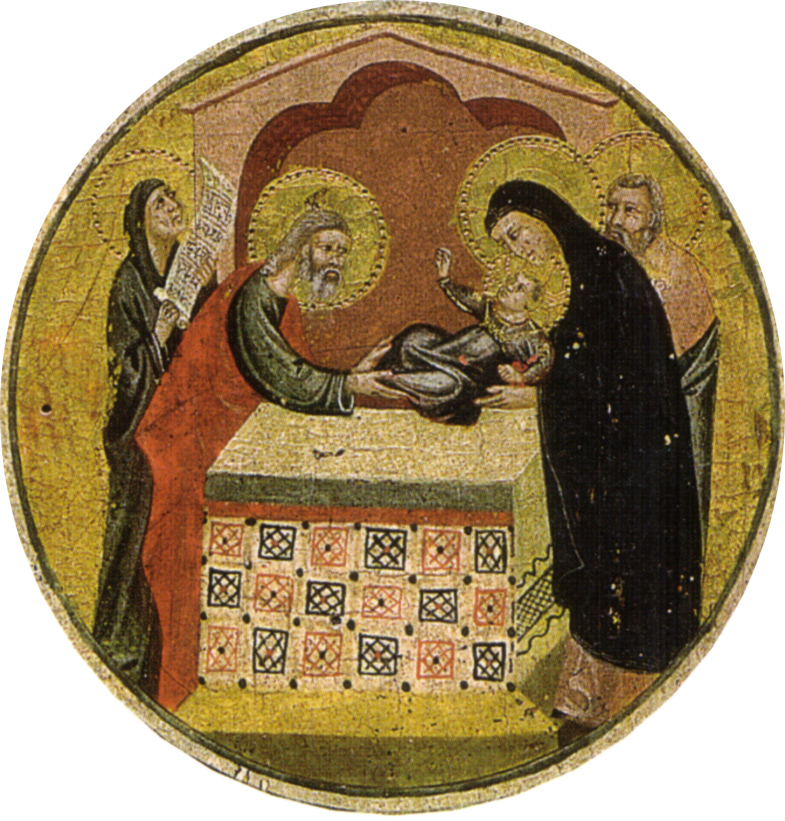
Presentazione di Gesù al Tempio

Chiude la rappresentazione, in alto, la città murata del Paradiso (da notare la prospettiva intuitiva della muraglia), da cui sporgono gli scranni ordinati di santi, profeti e beati, culminanti nei troni della Madonna e di Cristo in gloria.
Nel complesso quindi la tavola appare come una grande pagina di dottrina su cui meditare, con l'aiuto delle attraenti immagini. In generale, lo stile è spesso calligrafico e le forme morbide, con il recupero del gusto narrativo tipico delle opere fiorentine del Duecento.